# Ервин Панофски
Ервин Панофски (на немски: Erwin Panofsky, р. 30 март 1892 г., Хановер – п. 14 март 1968 г., Принстън) е германски и американски историк и изкуствовед. Един от най-големите представители на германското изкуствознание от 1920-те години и на американската изкуствоведска школа от 1930-те – 1960-те години.

## Биография
Ервин Панофски е роден в семейството на търговец. Детските и първите му юношески години преминават в Берлин (през 1901 – 1910 г. учи в Йоахимсталската гимназия, известна със задълбоченото преподаване на класическите езици). Следва история на изкуството и философия в Университета „Фридрих-Вилхелм“ в Берлин, Мюнхенския университет и Фрайбургския университет. През 1911 г. в берлинския семинар на Хайнрих Вьолфлин Панофски започва да се занимава с темата „Теоретичните аспекти на учението за изкуството на Албрехт Дюрер“, към която той се връща по-късно нееднократно. На тази тема е посветена и дипломната му работа от 1914 г. и книгата „Теорията за изкуството на Дюрер, разгледана в отношението ѝ към теорията за изкуството при италианците“ (1915), дисертацията му от 1922 г. и книгата за гравюрата на Дюрер „Меланхолия I“, написана в съавторство с Ф. Сакъл (1923).
През 1916 г. Ервин Панофски сключва брак с Дора Мосе, в съавторство с която по-късно издава две книги: „Кутията на Пандора“ (1956) и „Одисеевата галерия във Фонтенбло“ (1958).
От 1921 г. преподава в Хамбургския университет (от 1926 г. – професор по история на изкуството). През 1931 г. е поканен за курс лекции в Нюйоркския университет, което полага основите на контактите му с американските изкуствоведи. С идването на власт на нацистите през 1933 г., заради еврейския си произход е освободен от Хамбургския университет, но успява да емигрира с жена си в САЩ, където живее цели 35 години, започва да преподава и пише на английски. Отначало преподава в Нюйоркския университет, а от 1935 г. в Института за авангардни изследвания в Принстън (както и физика Алберт Айнщайн, с когото го свързва дълго приятелство). През 1947 – 1948 г. Панофски е Чарлз Елиът Нортън професор в Харвардския университет.
След пенсионирането си през 1962 г. Ервин Панофски продължава да води лекционни курсове, публикува и отделни нови трудове. През 1962 г. е избран за почетен доктор на университета в Западен Берлин.
Синът му Волфганг Панофски е атомен физик.

## Научни интереси
В германския период на своята дейност Панофски следва и развива идеите на Хайнрих Вьолфлин, Алоис Ригл и Аби Варбург, с което поставя основите на иконологическия метод при изследването на художествените произведения. Възгледите си за пръв ясно излага в книгата си „Идея. Към историята на понятията в теориите за изкуството на миналото“ (1924). На изследването на темата за хуманизма са посветени книгата му „Изследвания по иконология. Хуманистичните теми в изкуството на Ренесанса“ (1939) и статията „Историята на изкуството като хуманистична дисциплина“, написана за сборника „Смисълът на хуманизма“ (1940), подготвен от учени на Принстънския университет. В следвоенните години Панофски издава книгата си „Ранната нидерландска живопис“ (1953, т. 1 – 2), основана на курса от лекции, които той чете през 1947 – 1948 г. в Харвардския университет, изследва готическата архитектура, продължава изследванията си на творчеството на Дюрер, пише есето „Галилей като художествен критик“ (1954).

## Влияние
В средата на 60-те години Пиер Бурдийо превежда от английски книгата Готическата архитектура и схоластиката, която бива издадена във Франция с негов послепис. Налице са основания да се счита, че Панофски е повлиял на неговата социологическа концепция за изкуството.

## По-значими трудове
- Idea: A Concept in Art Theory (1924)
- Perspective as Symbolic Form (1927)
- Studies in Iconology[неработеща препратка] (1939)
- The Life and Art of Albrecht Dürer (1943)
- Gothic Architecture and Scholasticism (1951)
Готическата архитектура и схоластиката. Превод от английски Димана Илиева. Предговор, послеслов и приложения Тодор Тодоров. София: Агата-А, 2003, 264 с. ISBN 954-540-031-5[5]
- Early Netherlandish Painting: Its Origins and Character (1953)
- Meaning in the Visual Arts (1955)
Смисъл и значение в изобразителното изкуство. София: Български художник, 1986, 342 с.
- Pandora's Box: the Changing Aspects of a Mythical Symbol (1956) (в съавторство с Дора Панофски)
- Renaissance and Renascences in Western Art[неработеща препратка] (1960)
- Tomb Sculpture: Four Lectures on Its Changing Aspects from Ancient Egypt to Bernini (1964)
- Saturn and Melancholy: Studies in the History of Natural Philosophy, Religion, and Art (1964) (в съавторство с Реймънд Клибански и Фриц Заксъл)
- Problems in Titian, mostly iconographic (1969)
- Three Essays on Style (1995; ed. Irving Lavin): „What Is Baroque?“, „Style and Medium in the Motion Pictures“ и „The Ideological Antecedents of the Rolls-Royce Radiator“. С въведение от Ървинг Лейвин.